# أوغوستا
أوغوستا (بالإيطالية: Augusta)‏ مدينة إيطالية، على الساحل الشرقي جزيرة صقلية وضمن مقاطعة سيراقوسة. والمدينة هي إحدى الموانئ الإيطالية الرئيسية، خصوصا لمصافي النفط (إكسون موبيل) الواقعة إلى جوارها.

## السكان
تطور النمو السكاني لـ أوغوستا

## التاريخ
أسس المدينة الإمبراطور فريدريك الثاني. من المواقع المعروفة في أوغوستا Castello Svevo (القلعة الشوابية) والتي بناها فريدريك الثاني. كما أن أوغوستا يوجدها موقع ميغارا هيبلايا (Megara Hyblaea) الأثري الإغريقي. وعانت المدينة من زلزال كبير في عام 1693. وقد غزا الجيش الثامن من قوات الحلفاء بقيادة الجنرال البريطاني مونتغومري أوغوستا خلال الحرب العالمية الثانية وتحديداً 13 تموز / يوليو 1943.

## توأمة
لأوغوستا اتفاقيات توأمة مع:
- ميغارا